# Chiasmia defixaria
Chiasmia defixaria là một loài bướm đêm trong họ Geometridae.